# Randy Atcher
Randy Atcher (* 7. Dezember 1918 in Tip Top, Kentucky; † 9. Oktober 2002 in Louisville; gebürtig Randall Atcher) war ein US-amerikanischer Country-Sänger und -Musiker, der der Bruder des „Singing Cowboys“ Bob Atcher ist.

## Leben

### Kindheit und Jugend
Randy Atcher war das fünfte Kind der Familie, die kurz nach seiner Geburt nach North Dakota ins Red River Valley zog. Er entstammt einer sehr musikalischen Familie, sein Bruder Bob wurde später ein Star des WLS National Barn Dance. Doch als er zwölf Jahre alt war, zogen Atcher und seine Familie zurück nach Kentucky.

### Anfänge
Da er Gitarre sowie Mandoline spielen konnte, trat er bei dem Radiosender WHAS in Louisville auf, bei dem er den aufstrebenden Country-Musiker Cliff Carlisle kennenlernte. Nachdem er seinen Schulabschluss hatte, wollte Atcher am Western Kentucky State College studieren, doch durch die Flut, die auch das Haus der Atchers zerstörte, musste er zu Hause bleiben und das Haus wieder aufbauen. Als der Zweite Weltkrieg ausbrach, wurde Atcher eingezogen.
Nach seiner Entlassung, Atcher war bereits mit Daphne Atcher verheiratet, gründete er seine erste eigene Band, die Red River Ramblers. Mit seiner Band bekam er durch Zufall einen Plattenvertrag bei den MGM Records und 1950 trat er erstmals beim WHAS Old Kentucky Barn Dance auf.

### Karriere
Als der Fernsehsender WHAS-TV 1951 erstmals auf Sendung ging, bekam Atcher eine eigene Fernsehshow, die, zuerst auf eine halbe Stunde Sendezeit beschränkt, ein großer Erfolg wurde. Zudem hatte er zwei Radioshows auf seinem Heimatsender WHAS und war Mitglied des, jetzt über dem CBS-Netz gesendeten und in ganz Amerika empfangbaren Old Kentucky Barn Dances. Nebenbei veröffentlichte er bei den MGM Records unzählige Platten.
Seine Fernsehsendung lief bis 1970, der Kentucky Barn Dance sowie seine Radioshows wurden schon vorher eingestellt. Auch seine Plattenverkäufe ließen nach, trotzdem trat Atcher immer noch öffentlich auf und engagierte sich für Kinder. Einer seiner letzten Auftritte war im WHAS-TV. Seine Frau Daphne war 1977 gestorben, zwei Jahre später hatte er erneut geheiratet.

## Diskografie
| Jahr             | Titel                                                 | #     | Anmerkungen |
| ---------------- | ----------------------------------------------------- | ----- | ----------- |
| Contract Records |                                                       |       |             |
|                  | I Can’t Forget You / Make Up Your Mind                | 6551  |             |
| MGM Records      |                                                       |       |             |
|                  | Flying High / Them Soft Shoulder and Dangerous Curves | 11954 |             |
| 1956             | Indian Rock / I’ll Be All Smiles Tonight, Love        | 12347 |             |